# Karl Straube

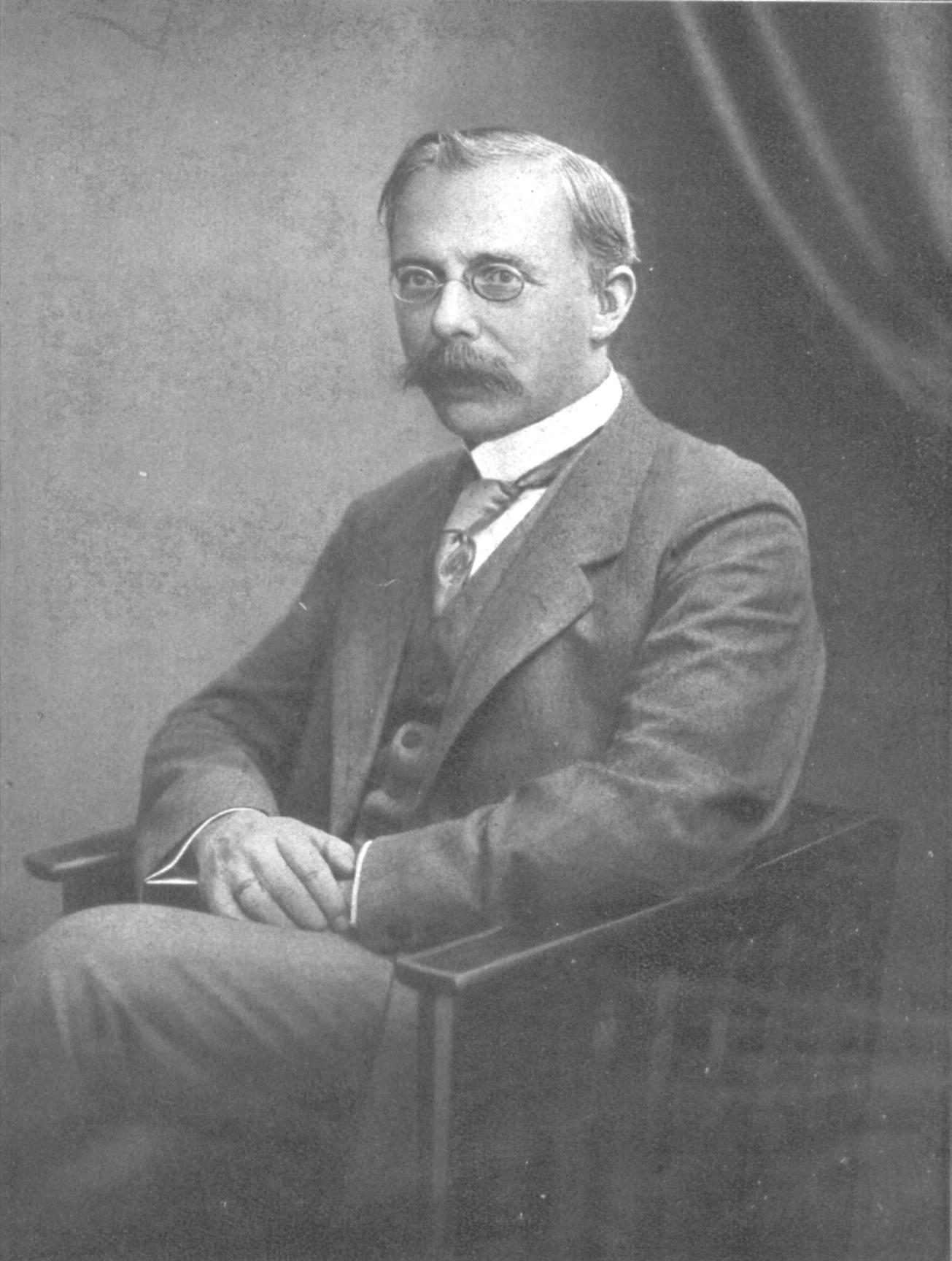
Karl Straube

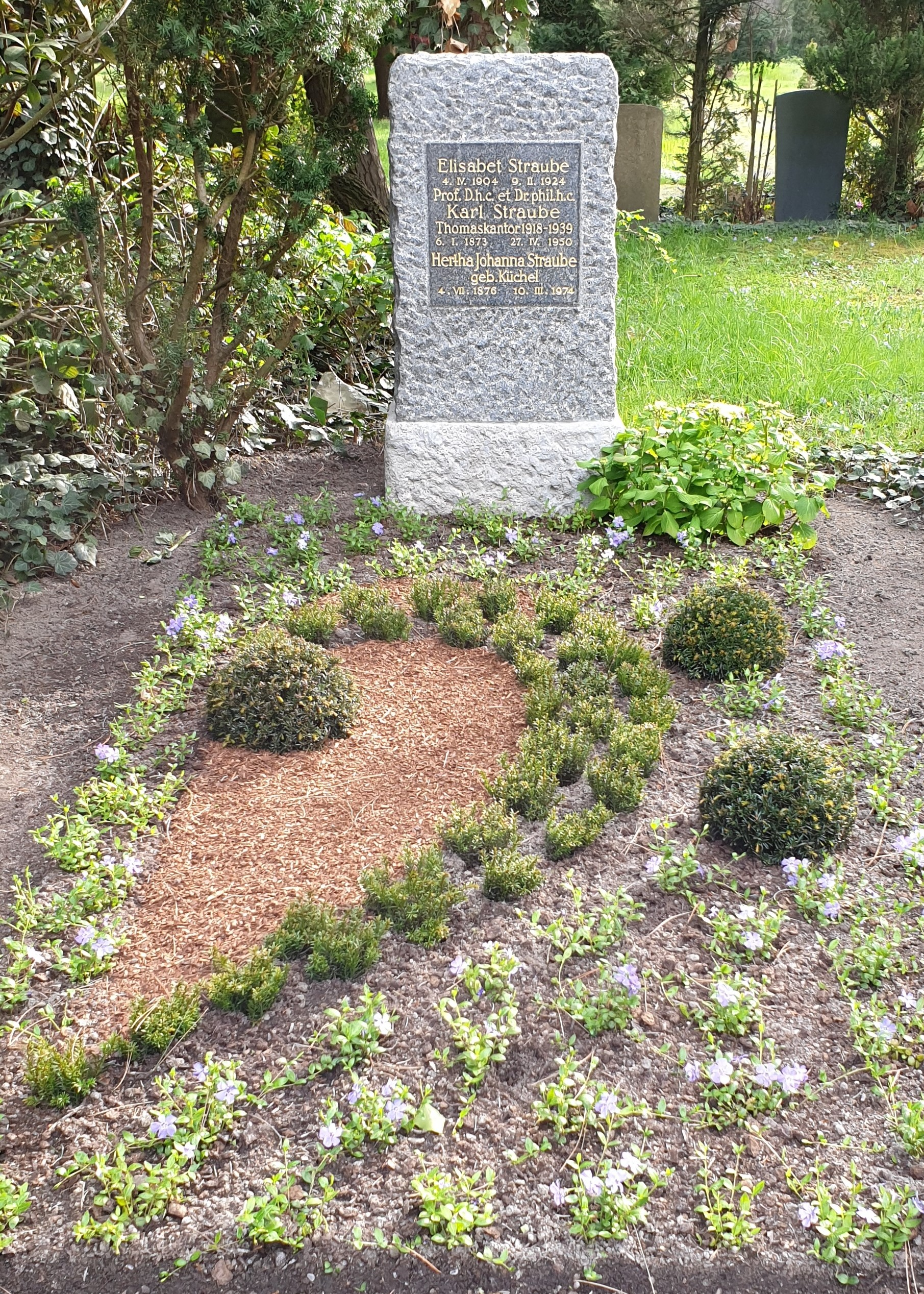
Grabstätte Karl Straube auf dem Südfriedhof in Leipzig (Foto: 2021)

Montgomery Rufus Karl Siegfried Straube (* 6. Januar 1873 in Berlin; † 27. April 1950 in Leipzig) war ein deutscher Organist und Leiter des Thomanerchors Leipzig.

## Leben und Wirken

### Ausbildung und Beruf
Karl Straube war der jüngste Sohn von Johannes Straube, der Organist und Harmoniumbauer in Berlin war. Seine Mutter Sarah Palmer entstammte dem englischen Landadel; der ältere Bruder William Straube wurde Maler. Nach einer ersten Ausbildung bei seinem Vater bildete Karl sich autodidaktisch weiter; ein akademisches Studium absolvierte er nicht. Dennoch war er bald ein bekannter Orgelvirtuose. Im Jahr 1897 erhielt er die wegen der Größe der dortigen, 80-registrigen Sauer-Orgel gewünschte Anstellung als Organist am Willibrordi-Dom in Wesel und führte dort mehrere Werke Max Regers erstmals auf. Als Musikdirektor der evangelischen Kirchengemeinde leitete er auch den Schulchor des Königlichen Gymnasiums nebst Realschule, das traditionell in einer engen Beziehung zur Willibrordi-Kirche stand.
Im Januar 1903 wurde Straube Thomasorganist an der Thomaskirche in Leipzig. Im gleichen Jahr wurde er Chordirigent des Leipziger Bach-Vereins. 1907 wurde Straube Orgellehrer am Königlichen Konservatorium der Musik in Leipzig. 1908 wurde er dort zum Professor berufen. Straube spielte in dieser Funktion eine ähnliche Rolle wie Marcel Dupré in Paris – es gab bis in die 1970er Jahre kaum einen bedeutenden Organisten in Deutschland, der nicht durch seine Schule gegangen wäre. Der Verfasser eines Standardwerkes zur Orgelimprovisation Karl Ludwig Gerok (1906–1975) war einer seiner Schüler. Seine letzten prominenten Schüler waren Karl Richter und Heinz Zickler.
1918 wurde Straube als Nachfolger von Gustav Schreck zum Leipziger Thomaskantor berufen. Das Amt des Organisten an der Thomaskirche übergab er Günther Ramin. 1919 gründete er das Kirchenmusikalische Institut am Konservatorium, das er bis 1941 und erneut von 1945 bis 1948 leitete. Schließlich vereinigte Straube 1920 den Chor des Leipziger Bach-Vereins mit dem Gewandhauschor, dessen Leiter er bis 1932 war. Straube war mit Hertha Johanna geb. Küchel (1876–1974) verheiratet, mit der er eine Tochter hatte (Elisabeth, 1904–1924).
Im Herbst 1920 begleitete Straube als Verantwortlicher die erste Auslandsreise des Thomanerchors, die nach Dänemark und Norwegen führte und den Grundstein dafür legte, dass der Chor zunehmend auch international ein hohes Ansehen erhielt.

### Wirken als Thomaskantor
Straube war seit Jahrhunderten der erste Thomaskantor, der nicht mehr selbst komponierte. Vielmehr widmete er sich der Arbeit mit dem Chor, der nach dem Ersten Weltkrieg faktisch wieder neu aufgebaut werden musste. Er erhöhte die Zahl der Konzerte u. a. dadurch, dass er die bisherige Hauptprobe am Freitag zur zweiten Motette (neben der ohnehin am Samstag aufgeführten) umgestaltete.
Nach und nach studierte Straube mit dem Thomanerchor sämtliche Kantaten Johann Sebastian Bachs ein, die er ab 1931 zuerst sonntags im Gottesdienst aufführte. Die auf vier Jahre angelegte Rundfunkübertragung aller Bachkantaten zog sich wegen verschiedener Schwierigkeiten bis 1937 hin. Die Rundfunkübertragungen, die auch teilweise ins Ausland und nach Übersee stattfanden, trugen dazu bei, den Thomanerchor über die Grenzen Leipzigs bekannt zu machen, was wiederum die Reisetätigkeit förderte.

### Wirken im Orgelfach
Straube wandte sich zunehmend von dem vorherrschenden spätromantischen Stil ab und suchte wieder das barocke Klang-Ideal, womit er die Orgelbewegung in Deutschland stark beeinflusste. Diese Stiländerung zeigt sich auch deutlich innerhalb der von ihm herausgegebenen Reihe von Notenausgaben „Alte Meister des Orgelspiels“.
In einem Brief an den Leipziger Superintendenten Oskar Pank verlangte er einen Professorentitel, ein höheres Gehalt und eine Vergrößerung der Sauer-Orgel der Thomaskirche nach Vorbild der deutlich größeren Sauer-Orgel der Gedächtniskirche Berlin und untermauerte seine Wünsche mit einem offen angedachten Wechsel an die Gedächtniskirche. Daraufhin bekam er den Professorentitel und 1908 die Orgelerweiterung. Der vorhandene Platz reichte aber nur für 88 Register, was Straube akzeptierte.
Bedeutsam ist Straube auch als erster Interpret der Orgelmusik des gleichaltrigen, mit ihm befreundeten Max Reger, dessen Schaffen er sehr förderte und auch entscheidend beeinflusste (etwa beim Abbruch der Arbeit an Regers Lateinischem Requiem). Reger lernte durch seinen Kontakt zum Thomasorganisten die großen modernen Orgeln mit ihren vielseitigen Spielhilfen jener Zeit kennen. Das wiederum beeinflusste seine Kompositionen. 1901 übernahm Straube die Uraufführung von Regers Drei Choralfantasien. Die beiden standen in einem regen Gedankenaustausch und Briefkontakt.

### Rolle im Nationalsozialismus
Karl Straube war bereits 1926 Mitglied der NSDAP (Mitgliedsnummer 27.070), der er erneut im Mai 1933 angehörte. Nach der „Machtergreifung“ der Nationalsozialisten unterzeichnete er im Mai 1933 die Erklärung Kirchenmusik im dritten Reich, die im August 1933 in der Zeitschrift Die Musik wie auch in der Zeitschrift für Musik publiziert wurde: „Wir bekennen uns zur volkhaften Grundlage aller Kirchenmusik.“ Im Oktober 1933 wurde Straube Ehrenvorstand des Reichsamts für Kirchenmusik der Evangelischen Kirche, das dem „Reichsbischof“ Ludwig Müller unterstand. Seit 1934 gehörte er dem Verwaltungsausschuss der Reichsmusikkammer an. Im Rahmen der Reichsmusiktage der Hitlerjugend im November 1937 in Stuttgart überführte er den Thomanerchor in die HJ (Thomanerchor der Hitlerjugend), wobei der Thomanerchor in HJ-Uniform auftrat.
Zum Jahresende 1939 trat Straube als Thomaskantor zurück, lehrte aber weiter an der Leipziger Musikhochschule. Sein Nachfolger im Thomaskantorat wurde 1940 sein Schüler Günther Ramin.

### Ab 1945
Nach der Ausbombung seiner Wohnung lebte Straube kurzfristig in Tübingen, im Mai 1945 kehrte er nach Leipzig zurück. Nach einer Überprüfung seiner politischen Tätigkeit während der NS-Zeit erklärte ihn der Antifaschistisch-Demokratische Block im Oktober desselben Jahres für rehabilitiert. Bis März 1949 gab Straube noch Orgelunterricht, wurde aber immer hinfälliger und litt an zunehmender Ertaubung.
Karl Straube wurde auf dem Südfriedhof in Leipzig beerdigt. 2021 wurde die Grabstätte auf Initiative der Paul-Benndorf-Gesellschaft umfassend restauriert.

### Nachlass
Nachgelassene Briefe von Karl Straube befinden sich im Bestand des Leipziger Musikverlages C. F. Peters im Staatsarchiv Leipzig. Auch die Zentralbibliothek Zürich verfügt über eine Sammlung an Straube gerichteter Briefe.

### Mitgliedschaften
- Leoniden

## Auszeichnungen und Ehrungen
- 1922: Ehrendoktor der Philosophischen Fakultät der Universität Leipzig
- 1929: Ehrendoktor der Theologischen Fakultät der Universität Leipzig
- In Wesel ist die Karl-Straube-Straße nach ihm benannt.[12]